# لینتجن
لینتجن (به لوکزامبورگی: Lëntgen) یک شهرداری در استان مرش کشور لوکزامبورگ است که ۱۵٫۲۵ کیلومترمربع مساحت دارد و جمعیت آن در سال ۲۰۰۹ میلادی ۲۳۶۳ نفر بوده‌است.